# Aurano
Aurano (piemontiul: Ran vagy Vran) település Olaszországban. Lakosainak száma 101 fő (2023. január 1.). Aurano Intragna, Oggebbio, Trarego Viggiona, Cannero Riviera, Miazzina, Premeno és Valle Cannobina községekkel határos.

## Népesség
A település népességének változása:
| Lakosok száma | 107  | 115  | 101  |
|               | 2017 | 2018 | 2023 |